# Corbu (gmina Glodeanu-Siliștea)
Corbu – wieś w Rumunii, w okręgu Buzău, w gminie Glodeanu-Siliștea. W 2011 roku liczyła 84 mieszkańców.